# ليونارد أ. سوير
ليونارد أ. سوير هو محامي وسياسي أمريكي، ولد في 18 مايو 1925 في بويالوب في الولايات المتحدة، وتوفي في 19 أغسطس 2015 في تاكوما في الولايات المتحدة. نشط حزبياً في الحزب الديمقراطي. وقد انتخب عضو مجلس نواب واشنطن ‏.